# DS3
DS3 (до 2016 року Citroën DS3) — компактний автомобіль побудований на платформі Citroën C3.

## Опис

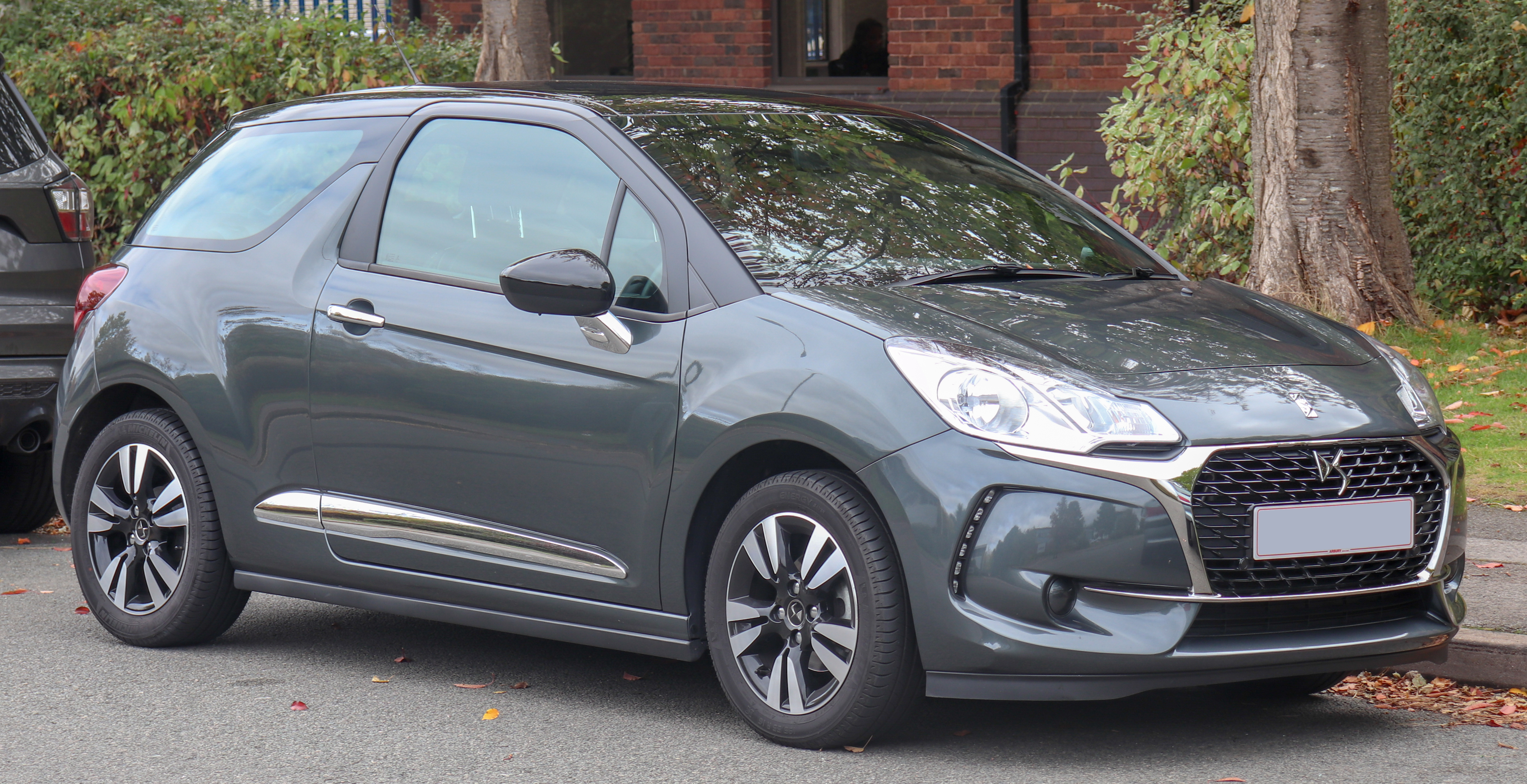
DS3 (з 2016)

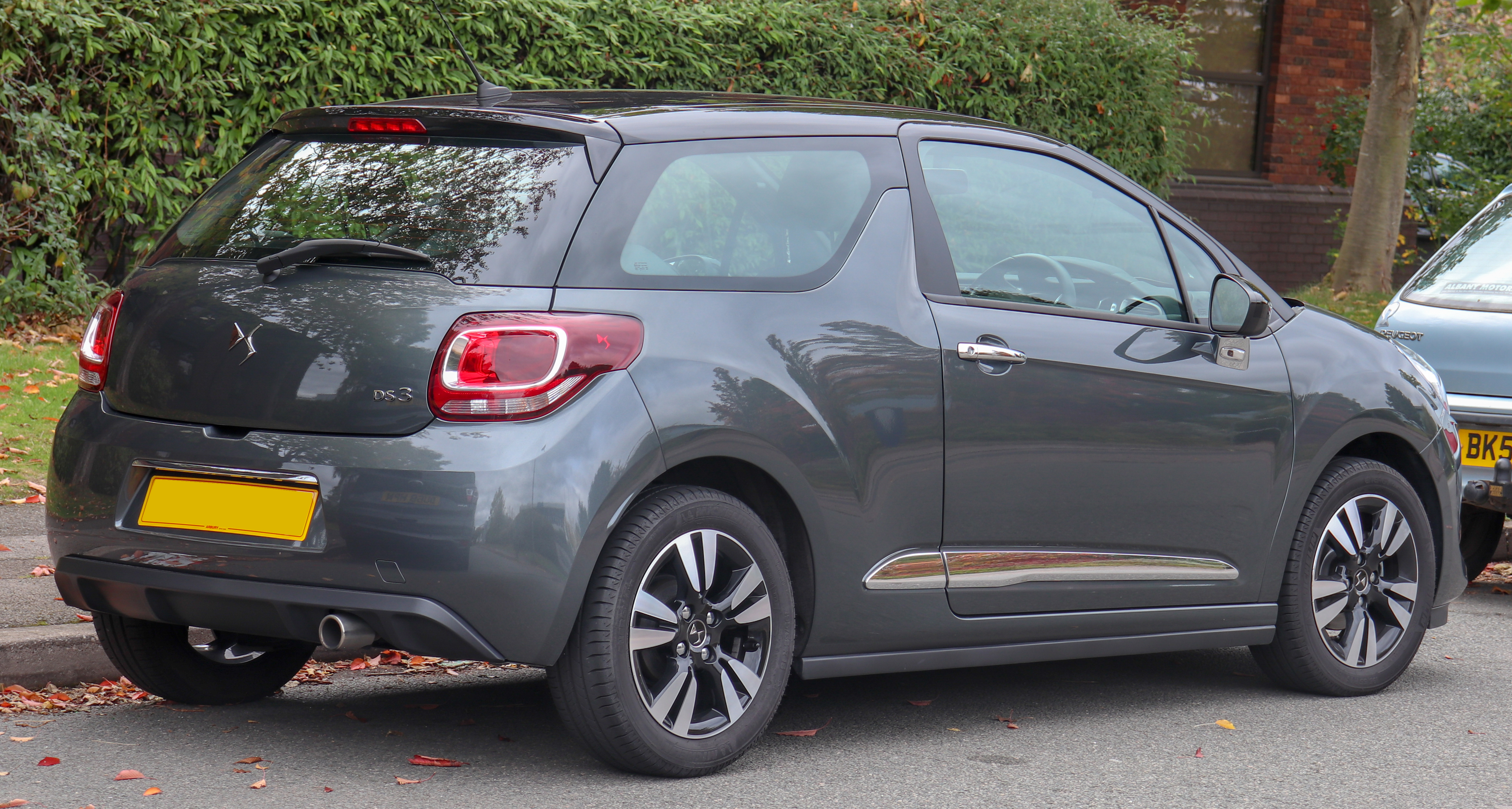
DS3 (з 2016)

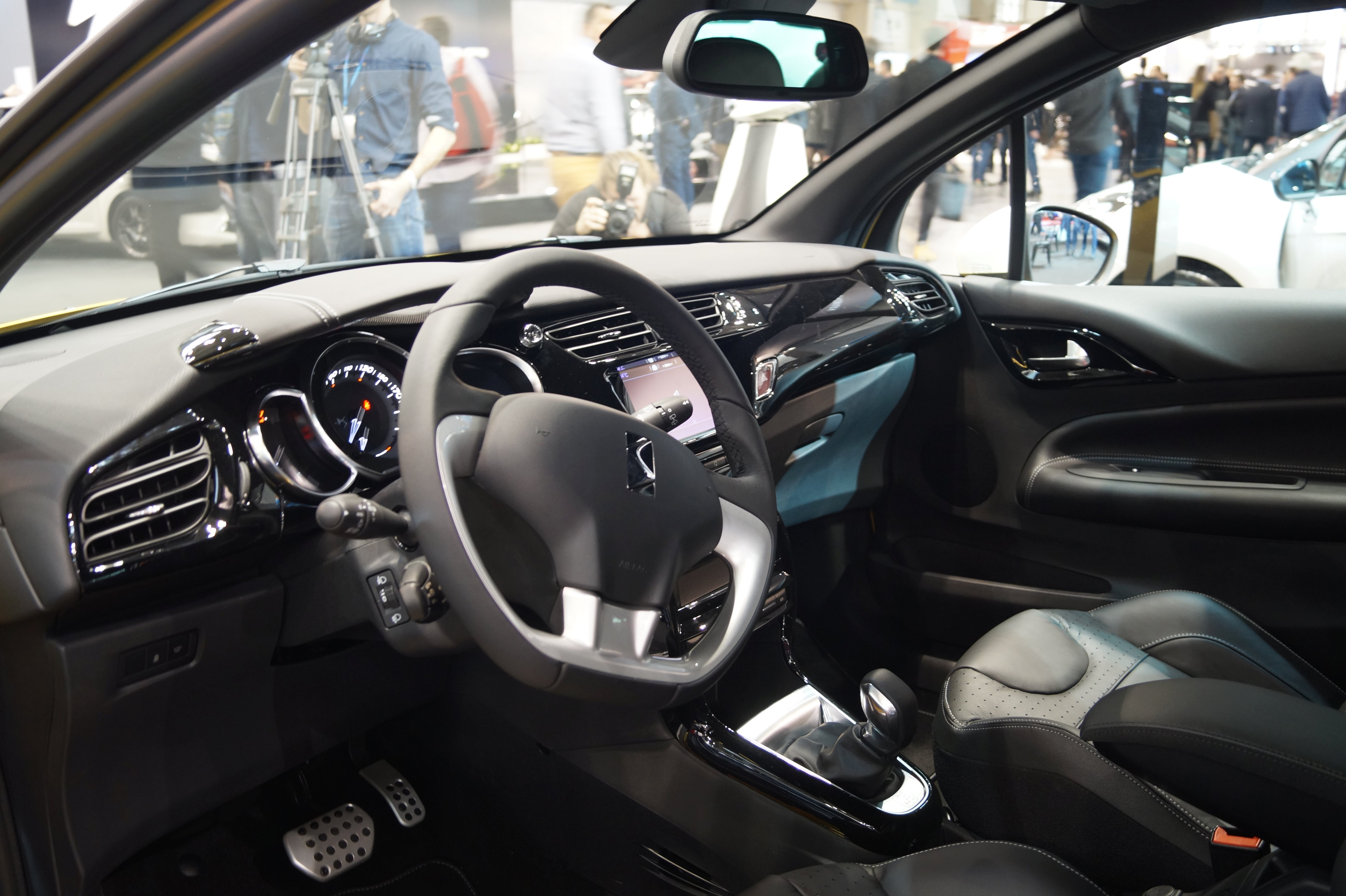

Як і Citroën C3, він позиціонується як міський автомобіль, а потенційний покупець — молодь, тому він більш динамічний як зовні, так і технічно. Опціонально можна вибрати різну колірну гамма для даху (чотири варіанти кольору) і самого кузова, дошки приладової панелі (шість варіантів кольору) або ж комплектацію JUST BLACK (тільки чорна палітра, кузов матовий, а дах — глянцевий), а також великий вибір аксесуарів, починаючи від вибору малюнка на кузові і духів для салону, і закінчуючи бортовим комп'ютером з потужною аудіосистемою. На вибір пропонується три бензинові двигуни потужністю 95, 120 і 150 к.с. Наймалопотужніший оснащується АКПП. Підвіска — стійки McPherson спереду і балка, що скручується ззаду.
Стандартна комплектація:
- Пасивна безпека забезпечується 6-ма подушками: бічних стійок, центральної панелі і шторки безпеки для пасажира і водія;
- Активна складається з ABS з EBD і EBA.

### Двигуни
- 1.2 л I3 12v
- 1.4 л I4 16v
- 1.5 BlueHDi
- 1.6 л I4 16v
- 1.6 л I4 THP 16v turbo
- 1.4 л I4 HDI turbo-diesel
- 1.6 л I4 HDI turbo-diesel

## Citroën DS3 R3
Citroën DS3 R3 — гоночна версія Citroën DS3.
Спеціалізована версія для проведення заводських гонок командою Citroën на чемпіонаті світу з ралі. Двигун із 210 к.с. і 350 Нм при повній масі автомобіля 1200 кг.
Також є версія WRC, який має 300 сил, повний привід, та багато інших моментів в плані технічних характеристик, які відрізняють його від DS3 R3. https://www.citroen.fr/

## Виробництво і продаж
| рік  | виробництво | продаж | різниця |
| 2009 | 1,700       | 500    |         |
| 2010 | 68,400      | 64,500 |         |
| 2011 | 77,169      | 78,375 | +21,5%  |
| 2012 | 68,800      | 68,248 | -13,0%  |
| 2013 | 68,200      | 69,014 | +1,0%   |
| 2014 |             | 57,042 | -17,3%  |
| 2015 |             | 48,698 | -14,6%  |
| 2016 |             | 40,653 | -16,5%  |
| 2017 |             | 28,971 | -28,7%  |
| 2018 |             | 16,187 | -44,1%  |
| 2019 |             | 5,049  | -68,8%  |